# 블라디미르 페트코비치
블라디미르 페트코피치(보스니아어: Vladimir Petković, 1963년 8월 15일~)는 스위스와 보스니아 헤르체고비나 출신의 축구 감독이며 크로아티아계 보스니아 헤르체고비나인 출신 전 축구 선수였다. 현재 알제리 감독이다. 페트코비치는 보스니아 헤르체고비나의 수도 사라예보 출신이지만 스위스 여권과 크로아티아 여권, 보스니아 여권을 가지고 있는 삼중 국적자이다. 아울러 일 도토레 (박사님)이라는 별명을 가진 페트코비치는 여러 언어를 구사한다. 붙여 말하자면 그는 세르보크로아트어가 모국어이면서 독일어, 러시아, 스페인어, 영어, 이탈리아어, 프랑스어를 유창하게 구사한다.

## 선수 시절
11세 때부터 축구를 시작했으며 미드필더로서 탁월한 재능을 가졌다. 15세가 되던 해에 FK 사라예보 유스팀에 합류했다. 같은 팀에서 프로선수 생활을 시작했으며 1985년 친정팀인 사라예보로 돌아와서 첫번째 리그 우승을 경험한다. 하지만 1987년 유고슬라비아가 붕괴되면서 스위스로 이주하게 되었고 결국 다른 팀으로 이적할 수 밖에 없었다. 이후 스위스와 프랑스 등지의 팀을 오가며 선수 생활을 이어갔으며 플레잉코치를 하다가 1999년을 마지막으로 은퇴했다. 통산 275경기에 출장해서 52득점을 기록했다. 그러나 한 팀에서 오래 머무르지 않는 저니맨이었고 길어도 3~4년 안에는 꼭 다른 팀으로 이적했다.

## 감독 생활
은퇴 후 스위스 클럽의 감독직을 맡던 그는 2008년 AC 벨린초나를 이끌고 스위스컵 결승에 진출했으나 아쉽게도 스위스의 최강팀인 FC 바젤에게 1-4로 패하며 준우승에 머물렀다. 실력을 인정받은 페트코비치는 그 다음 시즌부터 BSC 영 보이즈에서 감독직을 수행했다. 리그 2위를 차지하는 등 괜찮은 성과를 내던 그는 터키 쉬페르리그의 삼순스포르의 감독으로 부임했지만 그 시즌에 팀의 강등을 막지 못했다. 2012년에는 이탈리아 세리에 A의 강호 SS 라치오 감독직을 맡았고 이듬해에는 코파 이탈리아 우승이라는 성과를 거두며 부활한 페트코비치는 2014년 FIFA 월드컵 직후 사임한 오트마어 히츠펠트를 대신하여 스위스 대표팀 감독으로 부임한다. 페트코비치의 스위스는 UEFA 유로 2016 본선을 통해 사상 최초로 유로 대회에서 16강 토너먼트에 올랐지만 폴란드를 상대로 승부차기에서 그라니트 자카의 뼈아픈 실축으로 4:5로 패하며 8강 진출에 실패했다. 2018년 FIFA 월드컵 유럽 지역 예선 B조에서 페르난두 산투스가 이끄는 포르투갈에 득실차에서 밀려 조 2위로 플레이오프에 진출했고 플레이오프에서 북아일랜드를 꺾으면서 본선행을 확정지었다. 2018년 FIFA 월드컵 본선에서 8년만에 본선에 오른 세르비아, 월드컵 최다 우승국 브라질, 지난 대회 8강 진출팀인 코스타리카와 함께 E조에 편성되었다. 첫 경기인 브라질전은 1:1 무승부를 거두었고 두번째 경기인 세르비아전은 2:1 역전승을 거두었다. 조별리그 최종전인 코스타리카전에서는 2:2로 비겼지만 1승 2무 조 2위의 성적으로 16강에 진출했다. 16강전에서 F조 1위 스웨덴을 맞이했으나 에밀 포르스베리에게 결승골을 얻어맞고 1:0으로 패하며 8강 진출이 좌절되었다.

## 우승 경력

### 선수
사라예보
- 유고슬라비아 1부 리그 (1): 1984–85

### 감독
말칸토네 아뇨
- 1. 리가 (1): 2002–03

라치오
- 코파 이탈리아 (1): 2012–13